# Cherevychne
Cherevychne  (ucraniano: Черевичне) es una localidad del Raión de Odesa en el Óblast de Odesa de Ucrania. Según el censo de 2001, tiene una población de 270 habitantes.